# Mara Sacchi
Mara Sacchi (Milano, 3 novembre 1948) è un'ex nuotatrice e allenatrice di nuoto italiana.

## Biografia

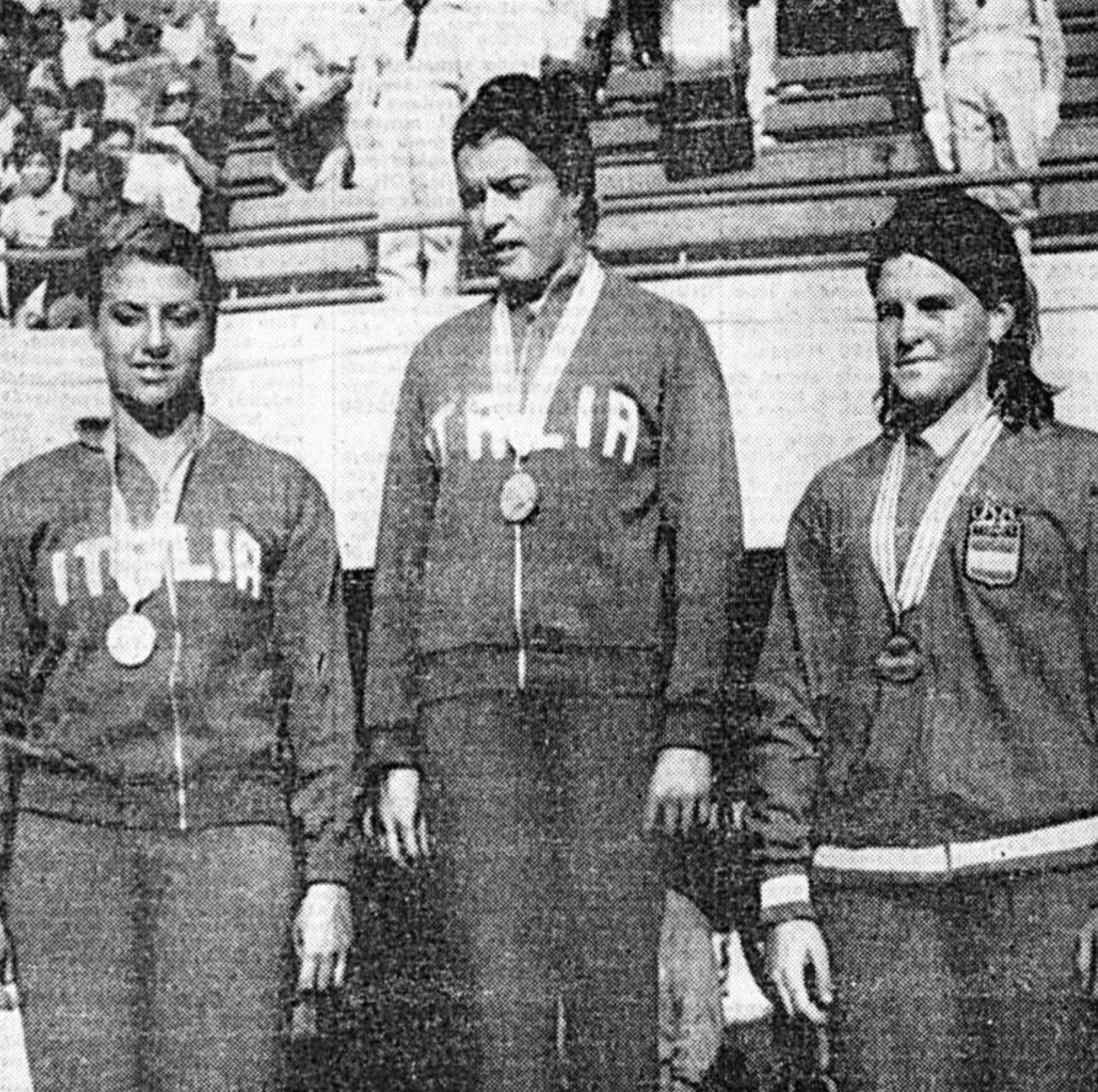
Mara Sacchi (a sinistra), Maria Strumolo (al centro) e Maria Teresa Bringas (a destra) sul podio, durante la premiazione dei 100 m stile libero, ai Giochi del Mediterraneo di Tunisi 1967.

Nata a Milano nel 1948, è sorella di Massimo Sacchi e zia di Luca Sacchi, anche loro nuotatori olimpionici, rispettivamente a Città del Messico 1968 il primo e Seul 1988, Barcellona 1992 e Atlanta 1996 il secondo, bronzo a Barcellona nei 400 misti.
A 15 anni ha partecipato ai Giochi olimpici di Tokyo 1964, nei 100 m stile libero, dove è stata eliminata in batteria con il 6º tempo, 1'05"9 (passavano in semifinale le prime 3), e nella staffetta 4x100 m stile libero, dove è arrivata 8ª in finale in 4'17"2, insieme a Daniela Beneck, Maria Cristina Pacifici e Paola Saini. Nell'occasione è stata la più giovane della spedizione italiana alle Olimpiadi giapponesi.
2 anni dopo ha preso parte agli Europei di Utrecht 1966.
Nel 1967 ha vinto l'argento nei 100 m stile libero ai Giochi del Mediterraneo di Tunisi, chiudendo in 1'04"5 dietro alla connazionale Maria Strumolo.
In carriera ha detenuto i record italiani dei 100 e 200 m stile libero, il primo stabilito nel 1968 con il tempo di 1'02"30, migliorato di 10 centesimi nel 1970 da Novella Calligaris, il secondo con 2'17"50, anche questo migliorato di 10 centesimi dalla Calligaris nel 1969.
Dopo il ritiro, nel 1971 ha iniziato ad allenare il Genova Nuoto, e in seguito ne è diventata anche presidente.

## Palmarès

### Giochi del Mediterraneo
- 1 medaglia:
  - 1 argento (100 m stile libero a Tunisi 1967)